# نانسي بوكانان
نانسي بوكانان (بالإنجليزية: Nancy Buchanan)‏ هي فنانة فيديو أمريكية، ولدت في 30 أغسطس 1946 في بوسطن في الولايات المتحدة.